# Don-Bosco-Kirche (Augsburg)

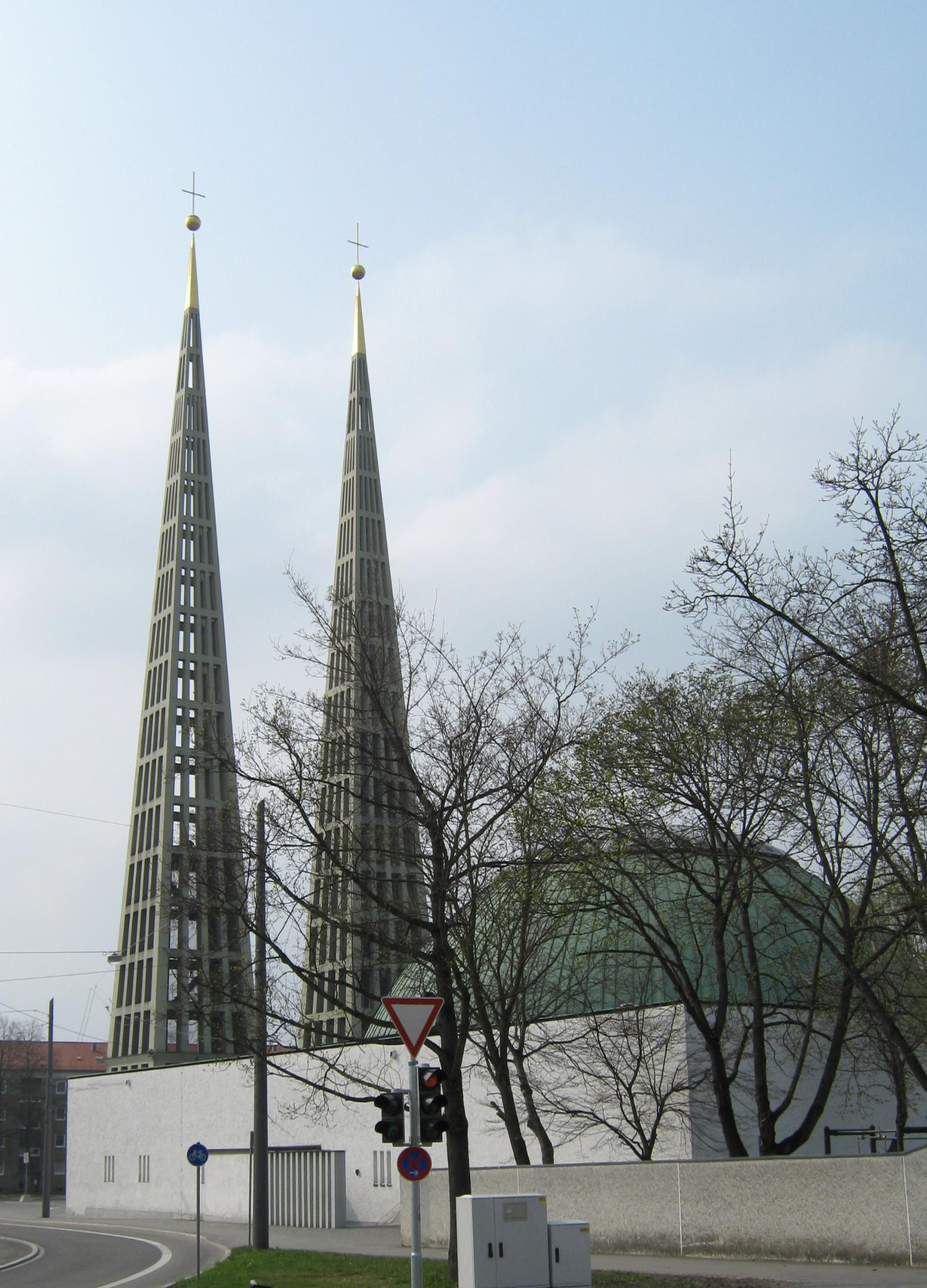
Don-Bosco-Kirche von Südost

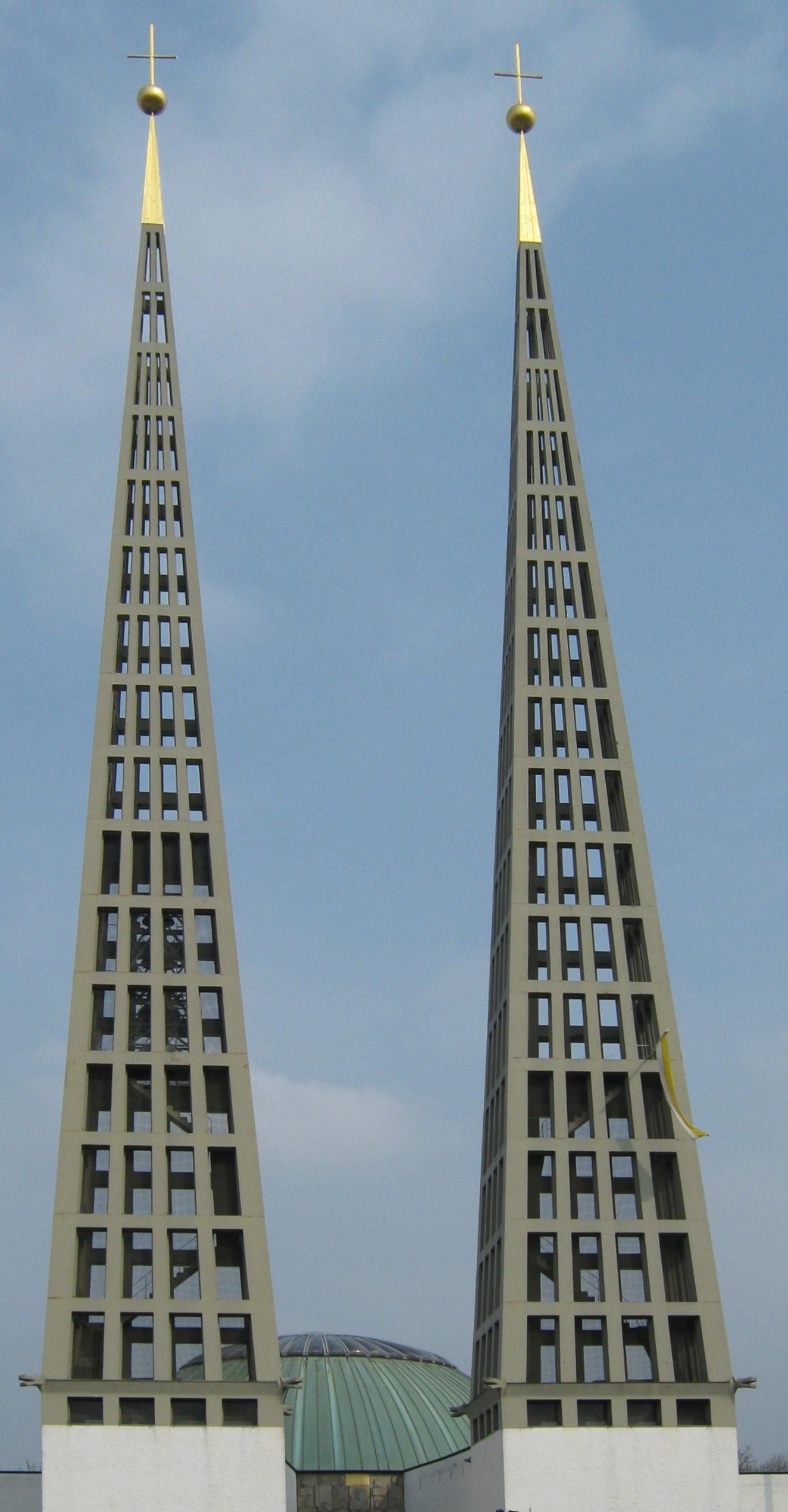
Türme der Don-Bosco-Kirche von Westen

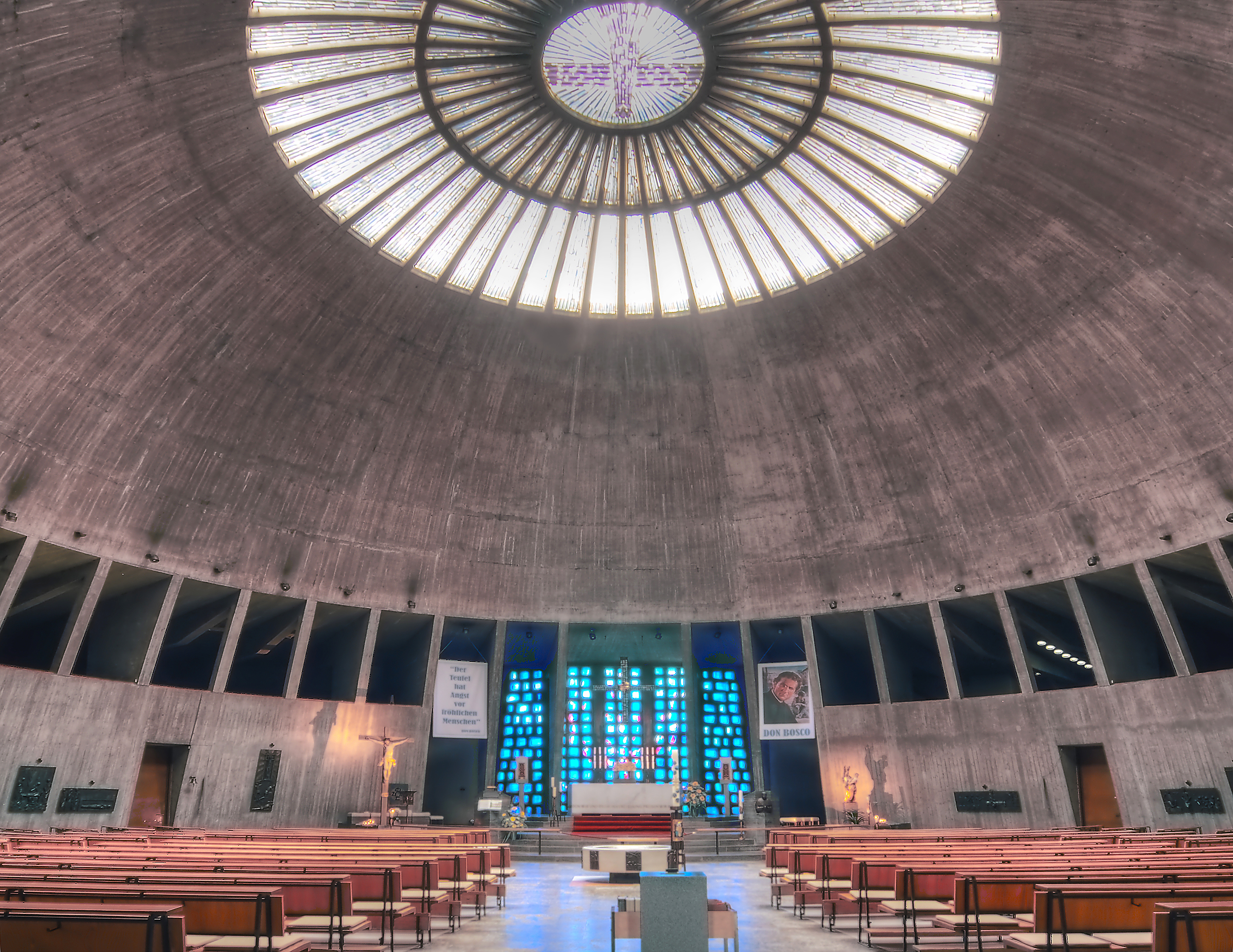
Innenansicht

Die Don-Bosco-Kirche ist eine katholische Stadtpfarrkirche im Augsburger Stadtbezirk Wolfram- und Herrenbachviertel. Sie ist dem heiligen Giovanni Melchiorre Bosco geweiht.

## Entstehung des Pfarrzentrums
Von 1960 bis 1965 entstand die Pfarrkirche als Teil des neu geschaffenen Pfarrzentrums (darunter Schülerheim mit Heimkirche, Pfarrhof, Pfarrheim und Turnhalle, Schwesternheim, Kindergarten und Kinderhort) in dem nach dem Zweiten Weltkrieg schnell wachsenden Stadtbezirk. Gebaut wurde die Pfarrkirche nach den Plänen von Thomas Wechs und dessen Sohn Thomas Wechs junior. Der damalige Bischof von Augsburg, Joseph Freundorfer, weihte am 7. Oktober 1962 die Pfarrkirche – es bestand ein gewisser Zeitdruck, da der Bischof unmittelbar darauf zur Eröffnung des Zweiten Vatikanischen Konzils am 11. Oktober für längere Zeit in Rom weilte.

## Kirchenbau
Die Pfarrkirche wurde von Thomas Wechs und Thomas Wechs jun. im Stil der Moderne beziehungsweise der späten Nachkriegsmoderne gestaltet, wobei insbesondere die Betonkuppel des Zentralbaus auch dem Architekturstil des Brutalismus zugerechnet wird.
Das Markenzeichen der Don-Bosco-Kirche bilden die beiden filigranen, immerhin 69,5 Meter hohen Betontürme, die bis zur Errichtung des benachbarten Schwabencenters mit dessen fast ebenso hoch (64 m) aufragenden Hochhäusern die Silhouette des Herrenbachviertels dominierten. 
Sie beherbergen ein klangvolles Bronzegeläute der Erdinger Glockengießerei aus dem Jahr 1969 in Schlagtonfolge cis1-dis1-fis1-gis1-h1.
Die Wände sind in Ziegel ausgeführt und sowohl innen als auch außen verputzt. Die Kirche weist lediglich kleine Fenster auf, damit der Straßenlärm möglichst abgehalten wird.
Der markante Zentralbau selbst wird von einer 18 Meter hohen Stahlbetonkuppel überspannt, welche einen Durchmesser von 30 Metern aufweist. In ihrem lichtdurchfluteten Zentrum schwebt eine Taube als Symbol des Heiligen Geistes. Im bläulich gestalteten Chorfenster erscheint Gottvater in Gestalt des brennenden Dornbusches. Jesus Christus ist in dem mächtigen Kreuz präsent, das über dem Altar hängt.
Die Kuppelrosette wie auch das Relief über dem Hauptportal wurden von Blasius Gerg gestaltet. Das Chorfenster und das Mosaik in der Marienkapelle entwarf der Augsburger Kunstmaler Georg Bernhard (* 1929), ein Schüler Fritz Döllgasts. Taufstein wie auch die 1977 errichtete Mariensäule auf dem Vorplatz stammen von Karl Reidel.
Die Orgel mit 39 Registern auf drei Manualen und Pedal wurde von Orgelbau Sandtner im Jahr 1968  gebaut.
Die Kirche umfasst 700 Sitzplätze und etwa 1500 Stehplätze. Auf der Empore befinden sich weitere 120 Sitzplätze.
Seit April 1997 steht das gesamte Pfarrzentrum unter Denkmalschutz.

## Gemeinde
Die Gemeinde wurde über zwei Jahrzehnte hinweg von Pater Martin Söll SDB (1911–1981) geleitet. Pater Söll legte der Ordenstradition folgend großes Gewicht auf die Jugendarbeit. Nach dessen Tod übernahm sein Bruder, Pater Georg Söll SDB, das Pfarramt übergangsweise bis 1982.
Im Januar 2005 entstand die Pfarrgemeinschaft mit St. Wolfgang im benachbarten Spickel. Heute umfassen die beiden Gemeinden knapp 4200 Katholiken, wovon knapp 3000 der Don-Bosco-Kirche zuzurechnen sind.
Im Februar 2014 kam mit Pater Josip Gregur der letzte Salesianer-Pater nach Don Bosco-St. Wolfgang. Er verließ die Pfarrei im Juli 2014. Damit endete die Betreuung der Pfarrgemeinde durch den Salesianerorden.